# Zerai Deres

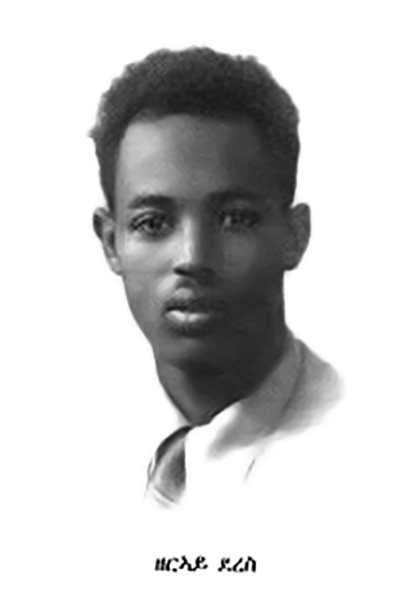
Zerai Deres

Zerai Deres (Ge'ez: ዘርኣይ ደረስ; * 1. März 1915; † 6. Juli 1945) war ein eritreischer Übersetzer und patriotischer Revolutionär.
Im Jahr 1938 widmete er sich in einem öffentlichen Akt einem wichtigen Symbol seines Heimatlandes, dem Denkmal für den Löwen Judas, das sich damals in Rom befand. Als er unterbrochen wurde, protestierte er gewaltsam gegen den italienischen Kolonialismus und schwang dabei einen Krummsäbel, was zu seiner Verhaftung und seiner siebenjährigen Einweisung in eine psychiatrische Klinik bis zu seinem Tod führte. Zeitgenössische italienische Historiker bezweifeln jedoch die Behauptung, er sei geistig instabil gewesen. Zerais Protest, der nach dem Ende des Zweiten Weltkriegs lobend erwähnt wurde, wird von der eritreischen und äthiopischen Geschichtsschreibung als Teil der Bewegung gegen die italienische Besatzung betrachtet. Bis heute gilt Zerai sowohl in Eritrea als auch in Äthiopien als Legende und Volksheld des Antikolonialismus und Antifaschismus.